# Berliner Frauenbund 1945
Der Berliner Frauenbund 1945 e. V. ist ein feministischer Verein mit Sitz in Berlin. Er wurde unmittelbar nach dem Zweiten Weltkrieg gegründet und engagiert sich für Bildung, politische Teilhabe und soziale Unterstützung von Frauen. Der Verein ist Träger mehrerer senatsgeförderter Projekte.

## Geschichte
Der Verein wurde am 21. Juli 1945 auf Initiative der Frauenrechtlerin Agnes von Zahn-Harnack gegründet. Vor der Zeit des Nationalsozialismus war Agnes von Zahn-Harnack die letzte Vorsitzende des Bundes Deutscher Frauenvereine gewesen. Im Mai 1933 hatte sie den Bund aufgelöst, um die Gleichschaltung zu verhindern.
Ursprünglich hatte Agnes von Zahn-Harnack geplant, den Verein als „Deutscher Frauenbund 1945“ zu gründen. Da die Alliierten jedoch keine Vereinsgründungen aus Berlin heraus erlaubten, die sich über die Bezirksebene hinaus erstreckten, wurde zunächst nur die Gründung eines „Wilmersdorfer Frauenbunds 1945“ genehmigt. 1947 erfolgte schließlich die Genehmigung für ganz Berlin.
In den 1980er Jahren bekam der Verein von Akteurinnen der autonomen Frauenbewegung neue Impulse. Zahlreiche konkrete Projekte wurden initiiert, insbesondere, um die Chancen von Frauen auf dem Arbeitsmarkt zu verbessern. Ein Meilenstein war die Gründung des Frauencomputerzentrums Berlin (FCZB) im Jahr 1984, das sich für die IT-Qualifizierung von Frauen einsetzte. Bis 2000 stand das Projekt unter der Trägerschaft des Berliner Frauenbunds 1945 e. V.
Zusätzlich entstanden in diesem Zeitraum weitere wichtige Projekte wie KOBRA (Beratung zu Beruf,
Bildung, Arbeit & Familie, Pflege, Vereinbaren in Berlin; gegründet 1988) und der Großelterndienst (1989), der alleinerziehende Eltern unterstützt, indem ältere Menschen als Wunschgroßeltern vermittelt werden.
Seit 1990 ist der Verein Träger des Projekts Die Löwin – Mehr Frauen in die öffentliche Verantwortung an, das Frauen in einem einjährigen Lehrgang für soziale, politische und kulturelle Leitungsaufgaben qualifiziert. Der Berliner Frauenbund 1945 e. V. ist außerdem Träger des Netzwerks Alleinerziehende Friedrichshain-Kreuzberg.

## Struktur und aktuelle Aktivitäten
Die Satzung wurde in einer Mitgliederversammlung am 15. März 2023 (Neufassung) beschlossen und ist seit dem 13. Juni 2023 im Vereinsregister eingetragen.
Der Verein ist unter anderem Mitglied im Landesfrauenrat Berlin, im Paritätischen Landesverband Berlin, in der CEDAW-Allianz Deutschland und im Arbeitgeber*innenverband Beschäftigung, Bildung und Beratung in Berlin e. V.
Der Berliner Frauenbund 1945 e. V. ist außerdem Teil weitreichender Netzwerke und engagiert sich auf Berliner, nationaler und europäischer Ebene für Gleichstellung, Arbeitsmarkttransparenz und Care-Arbeit.
Vorsitzende ist die ehemalige Bundestagsabgeordnete Mechthild Rawert.

## Historische Mitglieder (Auswahl)
- Agnes von Zahn-Harnack (Gründerin und Vorsitzende 1945–1950)
- Annamarie Doherr
- Margarete Friedenthal
- Isa Gruner
- Marie-Elisabeth Lüders
- Martha Mosse
- Hilde Radusch
- Elisabeth Schiemann
- Clara von Simson
- Freda Wuesthoff